# Vladimir Šuster
Vladimir Šujster (Zagreb, 26 de maio de 1972) é um ex-handebolista profissional croata, campeão olímpico.
Vladimir Šujster fez parte do elenco medalha de ouro de Atlanta 1996, com duas partidas e 2 gols.